# Маяк (Синельниківський район)
Мая́к — село в Україні, у Синельниківському районі Дніпропетровської області. Входить до складу Покровської селищної громади. Населення становить 93 осіб. Колишній орган місцевого самоврядування — Орлівська сільська рада.

## Географія
Село Маяк примикає до села Маломихайлівка, на відстані в 1 км розташовані села Киричкове, Кривобокове і Орли. По селу протікає пересихаючий струмок з загатою. Поруч проходить автомобільна дорога Н15.

## Історія
Село виникло в 1910 році при проведенні столипінської реформи в повіті спочатку як хутір Павлюка в однойменній балці.
У 1923 році хутір отримав статус села з назвою Зелений Гай. Оскільки в області сіл з такою назвою було більше десяти, то влада згідно з постановою Верховної Ради УРСР від 7 березня 1946 року перейменувала його на село Маяк.
12 червня 2020 року, відповідно до розпорядження Кабінету Міністрів України № 709-р від «Про визначення адміністративних центрів та затвердження територій територіальних громад Дніпропетровської області», увійшло до складу Покровської селищної громади.
19 липня 2020 року, в результаті адміністративно-територіальної реформи і ліквідації Покровського району, село увійшло до складу новоутвореного Синельниківського району.